# كريستيان ماركيز
كريستيان ماركيز (بالفرنسية: Christian Marquis)‏ هو مجدف فرنسي، ولد في 20 أكتوبر 1953.

## وصلات خارجية
- كريستيان ماركيز على موقع الاتحاد الدولي للتجديف (الإنجليزية)
- كريستيان ماركيز على موقع اللجنة الأولمبية الدولية (الإنجليزية)
- كريستيان ماركيز على موقع أوليمبيديا (الإنجليزية)